# .ss
.ss — в Інтернеті, очікуваний національний домен верхнього рівня (ccTLD) для Південного Судану. Домен ще не делегований IANA, але після отримання у серпні 2011 року Південним Суданом коду ISO 3166-1-alpha-2 «SS» відповідне рішення очікується найближчим часом згідно з існуючою практикою.
Уряд Південного Судану не зважає на можливі асоціації позначення домену «SS» з нацистами.